# Carrasco nationalpark
Carrasco nationalpark är en nationalpark i Bolivia.   Den ligger i departementet Cochabamba, i den centrala delen av landet, 180 km norr om huvudstaden Sucre. Carrasco nationalpark ligger 778 meter över havet. Arean är 6,2 kvadratkilometer.
I omgivningarna runt Carrasco nationalpark växer i huvudsak städsegrön lövskog.